# Рябово (Калязинский район)
Рябово — деревня в Калязинском районе Тверской области, входит в состав Старобисловского сельского поселения.

## География
Находится в 11 км на север от центра поселения деревни Старобислово и в 18 км на юго-восток от города Калязина.

## История
Рябов Свято-Троицкий монастырь в селе был основан в 1492 году учеником преподобного Паисия Угличского Вассианом, скончавшимся в 1497 году. Рябов монастырь упоминается в "Житии князя М.В. Скопина-Шуйского", воины которого разгромили поляков в августе 1609 года на берегах Жабни между Никольской слободой и с. Пироговым и гнали поляков до Рябова монастыря и утопили в Рябовском болоте. В Кашинской Писцовой книге 1628-29 годов в Рябове монастыре показана деревянная церковь Живоначальной Троицы да храм Благовещение Пресвятой Богородицы.  В 1764 году Троицкий Рябов монастырь был упразднён, Рябовская церковь стала приходской. В Клировой ведомости за 1796 год отмечены в бывшем Рябове монастыре церковь каменная Троицкая, построенная в 1722 году (разрушена в 1952 году), и деревянная Благовещенская церковь, построенная в 1731 году.
В конце XIX — начале XX века село входило в состав Плещеевской волости Калязинского уезда Тверской губернии. В 1888 году в селе имелось 20 дворов, трактир, чайная лавка; промысел - валяльщики.
С 1929 года деревня являлась центром Рябовского сельсовета Калязинского района Кимрского округа Московской области, с 1935 года — в составе Калининской области, с 1994 года — центр Рябовского сельского округа, с 2005 года — в составе Старобисловского сельского поселения.

## Население
| 1859 | 1888 | 1997 | 2002 | 2010 |
| ---- | ---- | ---- | ---- | ---- |
| 133  | ↘104 | ↗123 | ↘21  | ↘8   |